# Philophylla incerta
Philophylla incerta
 es una especie de insecto del género Philophylla de la familia Tephritidae del orden Diptera. 
Chen la describió científicamente por primera vez en el año 1948.